# Мегуреле (Бістріца-Несеуд)
Мегуреле (рум. Măgurele) — село у повіті Бистриця-Несеуд в Румунії. Входить до складу комуни Мерішелу.
Село розташоване на відстані 311 км на північний захід від Бухареста, 13 км на південь від Бистриці, 73 км на схід від Клуж-Напоки.

## Населення
За даними перепису населення 2002 року у селі проживали 286 осіб, усі — румуни. Усі жителі села рідною мовою назвали румунську.